# Остеодонторнис
Остеодонторнис (лат. Osteodontornis) — род вымерших морских птиц из семейства Pelagornithidae, в котором описан единственный вид — Osteodontornis orri. Жили во времена миоцена, их ископаемые остатки найдены на территории США и Японии.
К этому роду же может относиться вымерший вид Pseudodontornis tenuirostris, известный из палеоценовых — эоценовых отложений Великобритании.
Родовое название переводился как «костнозубая птица».

## Описание
Размах крыльев этого тяжеловесного планериста достигал 5—7 метров. У остедонторниса, как и у остальных  представителей семейства Pelagornithidae, по краю длинного крючковатого клюва шли мелкие зубчики. На шее имелся пеликаний мешок — зоб. У птицы были перепончатые лапы, помогавшие плавать.
Остедонторнис парил в порывах ветра над волнами, выхватывая из воды рыбу. Тем не менее, он мог быть лёгкой добычей для древних китообразных, потому что низко летал над водой.